# Conte di Merioneth
Il titolo di conte di Merioneth è un titolo della parìa del Regno Unito utilizzato come titolo ausiliario a quello di duca di Edimburgo.
Il titolo fa riferimento alla contea di Merioneth, una delle tredici storiche contee del Galles, è abbinato a quello di barone Greenwich ed è il primo dei titoli sussidiari utilizzati in ordine di importanza dopo quello di duca di Edimburgo.
Nel 1979 la The Ffestiniog Railway (la compagnia ferroviaria che gestisce i trasporti su treni di Scozia e Galles), ha chiamato una delle proprie locomotive proprio "Earl of Merioneth", in onore del principe consorte.